# Lepisiota modesta
Lepisiota modesta (лат.) — вид мелких муравьёв рода Lepisiota из подсемейства Формицины.

## Распространение
Азия: Индия.

## Описание
Длина рабочих особей около 3 мм. Окраска тела чёрная. От близких видов отличается следующими признаками: голова и мезосома гладкие и блестящие; проподеальные шипики в виде двух тупых бугорков с широким основанием; голова субквадратная; петиоль сверху с двумя шипиками. Усики состоят из 11 члеников; глаза хорошо развиты; заднегрудка с проподеальными зубчиками.

## Таксономия
Вид был впервые описан в 1894 году под названием Acantholepis modesta Forel, 1894. С 1995 года в составе рода Lepisiota, видовой статус таксон получил в 2021 году.